# Вьё Булонь
Вьё Булонь (фр. Vieux Boulogne, фр. Sablé du Boulonnais) — французский мягкий сыр, изготавливаемый в городе Булонь-сюр-Мер в О-де-Франс. Ярко-оранжевую корочку в процессе изготовления вымачивают в пиве. Сыр приобрёл известность как самый вонючий французский сыр.
Вьё Булонь изготавливается из коровьего непастеризованного молока. Созревает 7 — 9 недель. Головка квадратной формы, 11 см шириной и 4 см высотой, весом 500 граммов. Сыр относится к категории pre-salé (солёный в процессе изготовления)
Сыр известен своим сильным запахом, и в ноябре 2004 года исследователи Кренфилдского университета (Бедфордшир) назвали Вьё Булонь «самым вонючим» из 15 французских и британских сыров, участвовавших в исследовании. Ещё одно исследование, проведённое в том же университете в 2007 году с использованием «электронного носа», подтвердило статус Вьё Булонь.